# Summer Festival 2022
La settima edizione del Summer Festival (denominata Coca-Cola Summer Festival) si è svolta dal 15 al 29 luglio 2022 a Lignano Sabbiadoro, Rimini e Paestum con la conduzione di Mariasole Pollio e Rebecca Staffelli.

## Novità
Dopo tre anni di interruzione, il programma è tornato nell'estate 2022 cambiando nuovamente lo sponsor da Wind a Coca-Cola, con un conseguente cambio di denominazione della manifestazione in Coca-Cola Summer Festival. La conduzione del programma è stata affidata a Mariasole Pollio e Rebecca Staffelli e, invece di svolgersi come di tradizione a Piazza del Popolo a Roma, ha avuto luogo in tre piazze diverse, ciascuna per ogni puntata: Piazza Marcello D'Olivo a Lignano Sabbiadoro, Rimini Beach Arena a Rimini e Clouds Arena a Paestum. Inoltre, invece di essere registrata per poi andare in onda in differita in televisione con cadenza settimanale, la manifestazione è stata seguita in diretta solo da Radio 105 senza utilizzare nessuna emittente televisiva.
Questa edizione non ha avuto vincitori, gli artisti si sono esibiti fuori gara.

## Cast
| Artista                                       | Brano                                                                  | Puntate | Puntate | Puntate |
| Artista                                       | Brano                                                                  | 1       | 2       | 3       |
| Alessandra Amoroso                            | Camera 209                                                             |         | N.D.    | N.D.    |
| Andrea Damante                                | –                                                                      |         | N.D.    | N.D.    |
| Aka 7even                                     | Toca                                                                   |         | N.D.    | N.D.    |
| Albe                                          | Karma                                                                  | N.D.    |         | N.D.    |
| Alfa                                          | You Make Me So Happy                                                   | N.D.    | N.D.    |         |
| Alice Merton                                  | The Other Side                                                         | N.D.    | N.D.    |         |
| Álvaro Soler                                  | Solo para ti                                                           | N.D.    | N.D.    |         |
| Baby K                                        | Bolero                                                                 |         | N.D.    |         |
| Berna                                         | –                                                                      | N.D.    |         |         |
| Big Boy                                       | Coconut                                                                |         | N.D.    | N.D.    |
| Annalisa                                      | Dieci, Direzione la vita, Medley (Movimento Lento, Eva+Eva, Tropicana) |         | N.D.    | N.D.    |
| Briga                                         | Non mi regolo                                                          | N.D.    |         | N.D.    |
| Carl Brave e Noemi                            | Hula-Hoop                                                              | N.D.    | N.D.    |         |
| Chadia Rodríguez                              | Preferisco te                                                          |         |         |         |
| Crytical                                      | –                                                                      |         | N.D.    |         |
| Dani Faiv                                     | Foto di noi                                                            |         | N.D.    | N.D.    |
| Dargen D'Amico                                | Ubriaco di te                                                          |         | N.D.    | N.D.    |
| Deddy                                         | Luci addosso                                                           | N.D.    |         | N.D.    |
| Didy                                          | –                                                                      | N.D.    |         | N.D.    |
| Edoardo Brogi                                 | –                                                                      |         | N.D.    | N.D.    |
| Elodie                                        | Tribale                                                                | N.D.    | N.D.    |         |
| Ermal Meta                                    | Una cosa più grande                                                    | N.D.    |         | N.D.    |
| Federico Rossi                                | –                                                                      | N.D.    |         | N.D.    |
| Follya                                        | Tutt'okkei                                                             |         |         |         |
| Francesco Gabbani                             | Peace & Love                                                           | N.D.    |         | N.D.    |
| Fred De Palma                                 | Extasi                                                                 |         | N.D.    | N.D.    |
| Gemelli DiVersi                               | Vero                                                                   |         |         |         |
| Giusy Ferreri                                 | Causa effetto                                                          | N.D.    |         | N.D.    |
| Hanssel Delgado                               | –                                                                      |         |         |         |
| Franco126 e Loredana Bertè                    | Mare malinconia                                                        |         | N.D.    | N.D.    |
| La Rappresentante di Lista                    | Diva                                                                   | N.D.    |         | N.D.    |
| LDA                                           | Bandana                                                                | N.D.    | N.D.    |         |
| Matteo Romano                                 | Tramontana                                                             |         | N.D.    | N.D.    |
| Michele Bravi                                 | Zodiaco                                                                | N.D.    |         | N.D.    |
| Mr. Rain                                      | Crisalidi                                                              | N.D.    |         | N.D.    |
| Naicok                                        | –                                                                      | N.D.    |         | N.D.    |
| Rhove                                         | Laprovince 2                                                           |         | N.D.    | N.D.    |
| Riki                                          | Scusa                                                                  | N.D.    |         | N.D.    |
| Rocco Hunt, Elettra Lamborghini e Lola Índigo | Caramello                                                              |         | N.D.    | N.D.    |
| Samuel                                        | Elettronica                                                            | N.D.    |         | N.D.    |
| Sottotono                                     | Poco male                                                              |         |         |         |
| Tecla                                         | Griderò il tuo nome                                                    | N.D.    | N.D.    |         |
| The Kolors                                    | Blackout                                                               |         |         |         |
| Tredici Pietro                                | Guardami le spalle                                                     |         | N.D.    | N.D.    |
| Tropico                                       | Nuda sexy noia                                                         | N.D.    | N.D.    |         |
| Vegas Jones feat. Nika Paris (prod. Room9)    | Amnesie                                                                |         |         |         |